# Гравитационная задача N тел
Гравитацио́нная зада́ча N тел является классической проблемой небесной механики и гравитационной динамики Ньютона.
Она формулируется следующим образом.
В пустоте находится N материальных точек, массы которых известны {mi}. Пусть попарное взаимодействие точек подчинено закону тяготения Ньютона, и пусть силы гравитации аддитивны. Пусть известны начальные на момент времени t=0 положения и скорости каждой точки ri|t =0  = ri0, vi|t =0  = vi0. Требуется найти положения точек для всех последующих моментов времени.

## Математическая формулировка гравитационной задачиNтел
Эволюция системы N гравитирующих тел (материальных точек) описывается следующей системой уравнений:
| {\displaystyle {\frac {d{\mathbf {r} }_{i}}{dt}}={\mathbf {v} }_{i},} |
| {\displaystyle {\frac {d{\mathbf {v} }_{i}}{dt}}=\sum \limits _{j\neq i}^{N}G\,m_{j}\,{\frac {{\mathbf {r} }_{j}-{\mathbf {r} }_{i}}{\left\|{\mathbf {r} }_{j}-{\mathbf {r} }_{i}\right\|^{3}}},} |

где {\displaystyle m_{i},\,{\mathbf {r} }_{i},\,{\mathbf {v} }_{i}} — масса, радиус-вектор и скорость i-го тела соответственно (i изменяется от 1 до N), G — гравитационная постоянная. Массы тел, а также положения и скорости в начальный момент времени считаются известными. Необходимо найти положения и скорости всех частиц в произвольный момент времени.

## Аналитическое решение

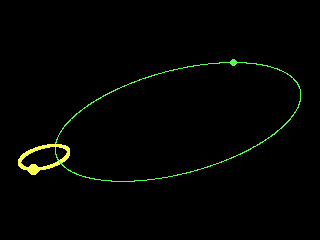
Траектории двух тел разной массы, пребывающих в гравитационном взаимодействии друг с другом

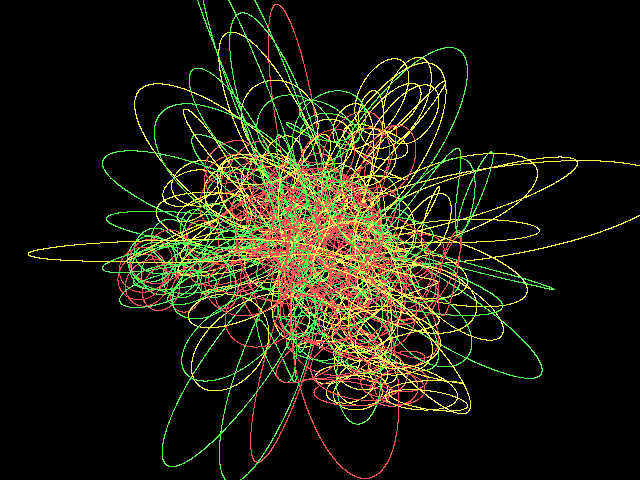
Приблизительные траектории трёх одинаковых тел, находившихся в вершинах неравнобедренного треугольника и обладавших нулевыми начальными скоростями

Случай уединённой точки {\displaystyle N=1} не является предметом рассмотрения гравитационной динамики. Поведение такой точки описывается первым законом Ньютона. Гравитационное взаимодействие — это как минимум парный акт.
Решением задачи двух тел {\displaystyle N=2} является барицентрическая системная орбита (не путать с полевой центральной орбитой Кеплера). В полном соответствии с исходной постановкой задачи, решение задачи двух тел совершенно нечувствительно к нумерации точек и соотношению их масс. Полевая центральная орбита Кеплера возникает предельным переходом {\displaystyle {\frac {m_{1}}{m_{2}}}\rightarrow 0}. При этом теряется равноправие точек: {\displaystyle m_{2}} принимается абсолютно неподвижным тяготеющим центром, а первая точка «теряет» массу, — параметр {\displaystyle m_{1}} выпадает из динамических уравнений. В математическом смысле возникающая система дегенеративна, так как количество уравнений и параметров уменьшается в два раза. Поэтому обратная асимптотика становится невозможной: из законов Кеплера не следует закон тяготения Ньютона. (Следует учесть, что массы вообще не упоминаются в законах Кеплера.)
Для задачи трёх тел {\displaystyle N=3} в 1912 году Карлом Зундманом было получено общее аналитическое решение в виде рядов. Хотя эти ряды и сходятся для любого момента времени и с любыми начальными условиями, но сходятся они крайне медленно. Из-за крайне медленной сходимости практическое использование рядов Зундмана невозможно.
Также для задачи трёх тел Генрихом Брунсом и Анри Пуанкаре было показано, что её общее решение нельзя выразить через алгебраические или через однозначные трансцендентные функции координат и скоростей. Кроме того, известно только 5 точных решений задачи трёх тел для специальных начальных скоростей и координат объектов.
На данный момент в общем виде задача {\displaystyle N} тел для {\displaystyle N>3} может быть решена только численно, причём для {\displaystyle N=3} ряды Зундмана даже при современном[когда?] уровне развития вычислительной техники использовать практически невозможно.

## Численные методы
С появлением компьютерной техники появилась реальная возможность изучать свойства систем гравитирующих тел путём численного решения системы уравнений движения. Для этого используются, например, метод Рунге — Кутты (четвёртого или более высокого порядка).
Численные методы сталкиваются с теми же проблемами, что и аналитические — при тесных сближениях тел необходимо уменьшать шаг интегрирования, а при этом быстро растут численные ошибки. Кроме того, при «прямом» интегрировании число вычислений силы для каждого шага растёт с ростом числа тел приблизительно как {\displaystyle N^{2}}, что делает практически невозможным моделирование систем, состоящих из десятков и сотен тысяч тел.
Для решения этой проблемы применяют следующие алгоритмы (или их комбинации):
- Схема Ахмада-Коэна — предлагает разделить силу, действующую на каждое тело, на 2 части — иррегулярную (от близких тел — «соседей») и регулярную (от более далёких тел). Соответственно, регулярную силу можно перевычислять с гораздо большим шагом, чем иррегулярную.
- «Древесный алгоритм» (Treecode), впервые реализованный Джошуа Барнесом[3].

## Интегралы движения
Несмотря на кажущуюся простоту формул, решения в виде конечных аналитических выражений для данной задачи в общем виде для {\displaystyle N\geq 3} не существует. Как показал Генрих Брунс, задача многих тел имеет только 10 независимых алгебраических интегралов движения, которые были найдены в XVIII веке и которых недостаточно для интегрирования задачи трёх и более тел. Свои обобщения этой теоремы предложили Пенлеве и Пуанкаре. Пенлеве удалось отказаться от требования алгебраичности зависимости от координат, Пуанкаре же высказал гипотезу о том, что не существует нового однозначного интеграла (все классические интегралы, кроме интеграла энергии, являются однозначными функциями). Это последнее утверждение, по всей видимости, до сих пор строго не доказано в столь общей формулировке.
В 1971 году В. М. Алексеев так прокомментировал соответствующий пассаж в «Небесной механике» Пуанкаре:

Несуществование однозначного аналитического интеграла в задаче трёх тел до сих пор не доказано с полной строгостью… Первое аккуратное доказательство неинтегрируемости гамильтоновой системы достаточно общего вида принадлежит Зигелю. Интересно отметить, что неаналитические интегралы в рассматриваемых задачах возможны; их существование вытекает из одной теоремы Колмогорова. Напротив, в случае, когда число переменных более двух, вероятнее всего, невозможен даже непрерывный интеграл.